# Güzin
Güzin ist ein türkischer weiblicher Vorname persischer Herkunft, der u. a. die Bedeutung „auserlesen, hervorragend“ hat.

## Namensträgerinnen
- Güzin Dino (1910–2013), türkische Linguistin, Literaturwissenschaftlerin, Übersetzerin und Schriftstellerin
- Güzin Kar (* 1971), türkisch-schweizerische Filmregisseurin und Autorin